# دهستان گرمسار
دهستان گرمسار، یکی از دهستان‌های بخش جبالبارز جنوبی شهرستان عنبرآباد در استان کرمان ایران است. مرکز این دهستان، روستای گرم سالار رضا است.

## جمعیت
بر پایه سرشماری عمومی نفوس و مسکن در سال ۱۳۹۵، جمعیت دهستان گرمسار برابر با ۷٬۶۱۳ نفر بوده‌است.